# قائمة التراث الثقافي اللامادي في بلاد الشام
تتناول هذه المقالة قائمة التراث الثقافي اللامادي في بلاد الشام، وهي المنطقة الجغرافية الواقعة في غرب قارة آسيا وتشمل الأراضي الحالية لسوريا ولبنان والأردن وفلسطين. وبحسب تعريف منظمة اليونسكو يشمل مفهوم التراث الثقافي اللامادي المعالم الثقافيّة والطبيعيّة والتقاليد والممارسات ومظاهر التعبير والمعارف والمهارات المرتبطة بإنتاج الصناعات الحرفيّة التقليديّة والأماكن الثقافية، وكل ما يُشكل لجماعات من البشر إرثا ثقافيًّا يتناقله أفراد تلك الجماعات جيلًا بعد جيل.
تتولى منظّمة اليونسكو دراسة الطلبات التي تقدمها الدول لإدراج عناصر التراث غير المادي ضمن القوائم والمقترحات الخاصّة بالبرامج والمشروعات، كما أنّها تُقدّم تلك الدول توصيات واقتراحات بشأن الإجراءات التي يُمكن اتّخاذها والتدابير الرامية إلى حفظ ذلك التراث الثقافي اللامادي.

## قائمة التراث الثقافي اللامادي في سوريا
يضُمّ التراث الثقافي اللامادي في سوريا وفقًا لما سجّلته الأمانة السورية للتنمية بالتعاون مع وزارة الثقافة السورية واللجنة الوطنية لمنظمة اليونسكو ما يلي:
| الصورة | الاسم                                     | المرجع | سنة التسجيل | ملاحظات |
| ------ | ----------------------------------------- | ------ | ----------- | --- |
|        |                                           |        |             | |
|        | الأزياء الشعبية السورية                   |        |             | |
|        | الأربعاء الأحمر                           |        |             | يحتفل الأيزيديين السوريين في هذا اليوم بعيد رأس السنة الأيزيدية ويوافق الأربعاء الأول من شهر أبريل/نيسان من كل عام |
|        | لعبة المنقلة                              |        |             | [ 5 ] |
|        | الصناعات والحرف اليدوية السورية التقليدية |        |             | |

## قائمة التراث الثقافي اللامادي في لبنان
وقعت لبنان في 8 كانون الثاني/ يناير عام 2007 على اتفاقيّة حماية التراث الثقافي غير المادي لسنة 2003. وتضم قائمة التراث اللامادي في لبنان ما يلي:
| الصورة | الاسم                                         | المرجع           | سنة التسجيل | ملاحظات |
| ------ | --------------------------------------------- | ---------------- | ----------- | ------- |
|        |                                               |                  |             |         |
|        | الزجل: شعر مُرَتَّل أو غنائي                      | 01000            | 2014        | [ 7 ]   |
|        | الخط العربي: المعرفة والمهارات والممارسات (1) | ---[وصلة مكسورة] | 2021        |         |

## قائمة التراث الثقافي اللامادي في الأردن
وقّعت الأردن في 24 آذار/ مارس عام 2006 على اتفاقيّة حماية التراث الثقافي غير المادي لسنة 2003. ويعمل الأردن منذ تأسيس مديريّة التراث في عام 2010 التابعة لوزارة الثقافة الأردنيّة على حفظ وتوثيق هذا النوع من التراث الثقافي العالمي من خلال أقسامها المتعددة، إذ تضم المديريّة قسمًا للأنشطة التراثيّة، وقسمًا للبحث والتوثيق، وقسم المكتبة التراثيّة. كما أطلقت الوزارة مؤخرًا حملة وطنيّة لحفظ هذا التراث اللامادي. وتضم قائمة التراث اللامادي في الأردن ما يلي:
| الصورة | الاسم                                                          | المرجع           | سنة التسجيل | ملاحظات |
| ------ | -------------------------------------------------------------- | ---------------- | ----------- | --- |
|        | المجال الثقافي لبدو البتراء ووادي رم                           | 00122            | 2008        | تحيي المجتمعات البدوية التي تقطن وادي رم والبتراء ثقافة رعوية تقليدية ومهارات أخرى ترتبط بها. أمّا أساطير البدو الحافلة بالأحداث والمغامرات، فتظهر من خلال أشكال مختلفة من التعبير الشفوي الذي يشمل الشعر والحكايات الشعبية والأغاني المرتبطة إرتباطاً وثيقاً بمناطق محددة وبتاريخ تلك المجتمعات.                                                                                            |
|        | السامر في الأردن                                               | 01301            | 2018        | يُمارَس السامر في مناطق عديدة من الأردن، ويتألف أساسًا من الرقص والغناء، ويؤدى في مناسبات مختلفة، غالبًا أثناء مراسم الزواج. يتضمن الأداء أدوارًا مُحدّدة لأشخاص معينين، بالإضافة إلى الحاشي المرافق الذي تمارسه النساء من أقارب الداعين. تشكّل الألفاظ الشعريّة التي تنطق في أثناء الأداء جزءًا لا يتجزأ من التقليد. تعمل ممارسة السامر على ترسيخ الروابط الاجتماعية.                              |
|        | نخيل التمر: المعارف والمهارات والتقاليد والممارسات (1)         | 01509            | 2019        | ارتبط نخيل التمر بالسكان المحليين للمنطقة العربية لعدة قرون، وكان بمثابة مصدر للعديد من الحرف والمهن والتقاليد الاجتماعية والثقافية والعادات والممارسات، وكشكل رئيسي من أشكال التغذية. يشمل الممارسون أصحاب مزارع نخيل التمر، والمزارعين، والحرفيين الذين ينتجون المنتجات التقليدية باستخدام أجزاء مختلفة من شجرة النخيل، وتجار التمر، وفناني الحكايات والقصائد الفولكلورية المرتبطة بها. |
|        | الخط العربي: المعرفة والمهارات والممارسات (1)                  | ---[وصلة مكسورة] | 2022        | |
|        | المنسف في الأردن: وليمة احتفالية ومعانيها الاجتماعية والثقافية | 01849            | 2022        | يُعتبر المنسف أحد أشهر الوجبات في الأردن ومنطقة بادية الشام، وله رمزيّة تاريخيّة لدى الأردنيين. |

## قائمة التراث الثقافي اللامادي في فلسطين
وقعت حكومة السلطة الوطنية في فلسطين في 8 كانون الأول/ ديسمبر عام 2011 على اتفاقيّة حماية التراث الثقافي غير المادي لعام 2003. وتهدف هذه الاتفاقيّة إلى حفظ التراث الثقافي غير المادي. وتضم قائمة التراث اللاماديّ في دولة فلسطين ما يلي:
| الصورة | الاسم                                                      | المرجع           | سنة التسجيل | ملاحظات |
| ------ | ---------------------------------------------------------- | ---------------- | ----------- | --- |
|        |                                                            |                  |             | |
|        | الحكاية الفلسطينيّة                                         | 00124            | 2008        | [ 16 ] |
|        | نخيل التمر: المعارف والمهارات والتقاليد والممارسات (1)     | 01509            | 2019        | ارتبط نخيل التمر بالسكان المحليين للمنطقة العربية لعدة قرون، حيث كان بمثابة مصدر للعديد من الحرف والمهن والتقاليد الاجتماعية والثقافية والعادات والممارسات، وكشكل رئيسي من أشكال التغذية. يشمل الممارسون أصحاب مزارع نخيل التمر، والمزارعين، والحرفيين الذين ينتجون المنتجات التقليدية باستخدام أجزاء مختلفة من شجرة النخيل، وتجار التمر، وفناني الحكايات والقصائد الفولكلورية المرتبطة بها. |
|        | الخط العربي: المعرفة والمهارات والممارسات (1)              | ---[وصلة مكسورة] | 2021        | |
|        | فن التطريز في فلسطين: الممارسات والمهارات والمعرفة والطقوس | ---              | 2021        | |